# Lloyd Keaser
Lloyd Weldon „Butch“ Keaser (* 9. Februar 1950 in Pumphrey, Maryland) ist ein ehemaliger US-amerikanischer Ringer. Er war Weltmeister 1973 und Silbermedaillen-Gewinner bei den Olympischen Spielen 1976 im freien Stil im Leichtgewicht.

## Werdegang
„Butch“ Keaser wuchs in Baltimore auf. Er besuchte die Brooklyn High School und anschließend die United States Naval Academy. Bereits im Schulalter hatte er mit dem Ringen begonnen, das er an der Naval Academy bei Trainer Ed Peery fortsetzte. Er rang ausschließlich im freien Stil.
1970 und 1972 gewann er die Meisterschaft der Eastern Intercollegiate Wrestling Association (Vereinigung der Hochschulringer der im Osten der USA liegenden Staaten) im Weltergewicht. Bei der USA-Meisterschaft des Hochschul-Sportverbandes NCAA belegte Keaser 1971 den 4. und 1972 den 3. Platz im Leichtgewicht. Sein Durchbruch kam 1973, als er USA-Meister der Amateur Athletic Union im freien Stil im Leichtgewicht wurde. Er wurde daraufhin auch bei der Weltmeisterschaft in Teheran eingesetzt und wurde dort mit sechs Siegen und einem Unentschieden gegen den sowjetischen Sportler Nasrula Nasrulajew auf Anhieb Weltmeister. Lloyd Keaser war damit der erste afroamerikanische Ringer, der Weltmeister wurde.
In den nächsten Jahren wurde er 1974 Militär-Weltmeister der CISM (Militär-Sportverband, in dem die NATO-Staaten und einige andere westliche Staaten organisiert waren) im Leichtgewicht und gewann 1975 den Titel bei den Panamerikanischen Spielen in Mexiko-Stadt.
Keaser fuhr 1976 zu den Olympischen Spielen nach Montreal und errang dort sechs Siege, unterlag aber im entscheidenden Kampf um die Goldmedaille dem sowjetischen Verteidigungskünstler Pawel Pinigin knapp nach Punkten.
1977 nahm Keaser als Captain (Hauptmann) seinen Abschied vom Marinekorps. Er trat nach einer weiteren Ausbildung dann 1985 eine Stelle als Ingenieur bei IBM in Baltimore an. Für seine Verdienste um den Ringersport wurde er 1996 in die National Wrestling Hall of Fame aufgenommen.

## Internationale Erfolge
(OS = Olympische Spiele, WM = Weltmeisterschaft, F = freier Stil, Fe = Federgewicht, Le = Leichtgewicht, We = Weltergewicht, damals bis 62 kg, 68 kg bzw. 74 kg Körpergewicht)
- 1973, 1. Platz, WM in Teheran, F, Le, mit Siegen über Josef Engel, Tschechoslowakei, Markku Yli-Isolato, Finnland, Joseph Gilligan, Großbritannien, Chan Ho-Sung, Südkorea, János Kocsis, Ungarn u. Tsedendambyn Natsagdordsch, Mongolei u. einem Unentschieden gegen Nasrula Nasrulajew, UdSSR;
- 1974, 1. Platz, CISM-Militär-WM in Rom, F, Fe, vor Ahmadi, Iran und Di Mauro, Italien;
- 1975, 1. Platz, Pan American Games in Mexiko-Stadt, F, Le, vor Clive Llewllyn, Kanada u. Pazo, Kuba;
- 1975, 10. Platz, WM in Minsk, F, Le, mit einem Sieg über Petrone Androne, Rumänien u. Niederlagen gegen Mehmet Sarı, Türkei und Pawel Pinigin, UdSSR;
- 1976, Silbermedaille, OS in Montreal, F, Le, mit Siegen über Kari Övermark, Finnland, Yasaburo Sugawara, Japan, Mohammad-Reza Navai, Iran, Gerhard Weisenberger, BRD, José Ramos, Kuba u. Dontscho Schekow, Bulgarien u. einer Niederlage gegen Pawel Pinigin